# Tours de graduation de Ciechocinek
 (février 2022).
La mise en forme du texte ne suit pas les recommandations de Wikipédia : il faut le « wikifier ».
Les points d'amélioration suivants sont les cas les plus fréquents :
- Les titres sont pré-formatés par le logiciel. Ils ne sont ni en capitales, ni en gras.
- Le texte ne doit pas être écrit en capitales (les noms de famille non plus), ni en gras, ni en italique, ni en « petit »…
- Le gras n'est utilisé que pour surligner le titre de l'article dans l'introduction, une seule fois.
- L'italique est rarement utilisé : mots en langue étrangère, titres d'œuvres, noms de bateaux, etc.
- Les citations ne sont pas en italique mais en corps de texte normal. Elles sont entourées par des guillemets français : « et ».
- Les listes à puces sont à éviter, des paragraphes rédigés étant largement préférés. Les tableaux sont à réserver à la présentation de données structurées (résultats, etc.).
- Les appels de note de bas de page (petits chiffres en exposant, introduits par l'outil «  Source ») sont à placer entre la fin de phrase et le point final[comme ça].
- Les liens internes (vers d'autres articles de Wikipédia) sont à choisir avec parcimonie. Créez des liens vers des articles approfondissant le sujet. Les termes génériques sans rapport avec le sujet sont à éviter, ainsi que les répétitions de liens vers un même terme.
- Les liens externes sont à placer uniquement dans une section « Liens externes », à la fin de l'article. Ces liens sont à choisir avec parcimonie suivant les règles définies. Si un lien sert de source à l'article, son insertion dans le texte est à faire par les notes de bas de page.
- La présentation des références doit suivre les conventions bibliographiques. Il est recommandé d'utiliser les modèles {{Ouvrage}}, {{Chapitre}}, {{Article}}, {{Lien web}} et/ou {{Bibliographie}}. Le mode d'édition visuel peut mettre en forme automatiquement les références.
- Insérer une infobox (cadre d'informations à droite) n'est pas obligatoire pour parachever la mise en page.

Pour une aide détaillée, merci de consulter Aide:Wikification.
Si vous pensez que ces points ont été résolus, vous pouvez retirer ce bandeau et améliorer la mise en forme d'un autre article.
 (juin 2020).

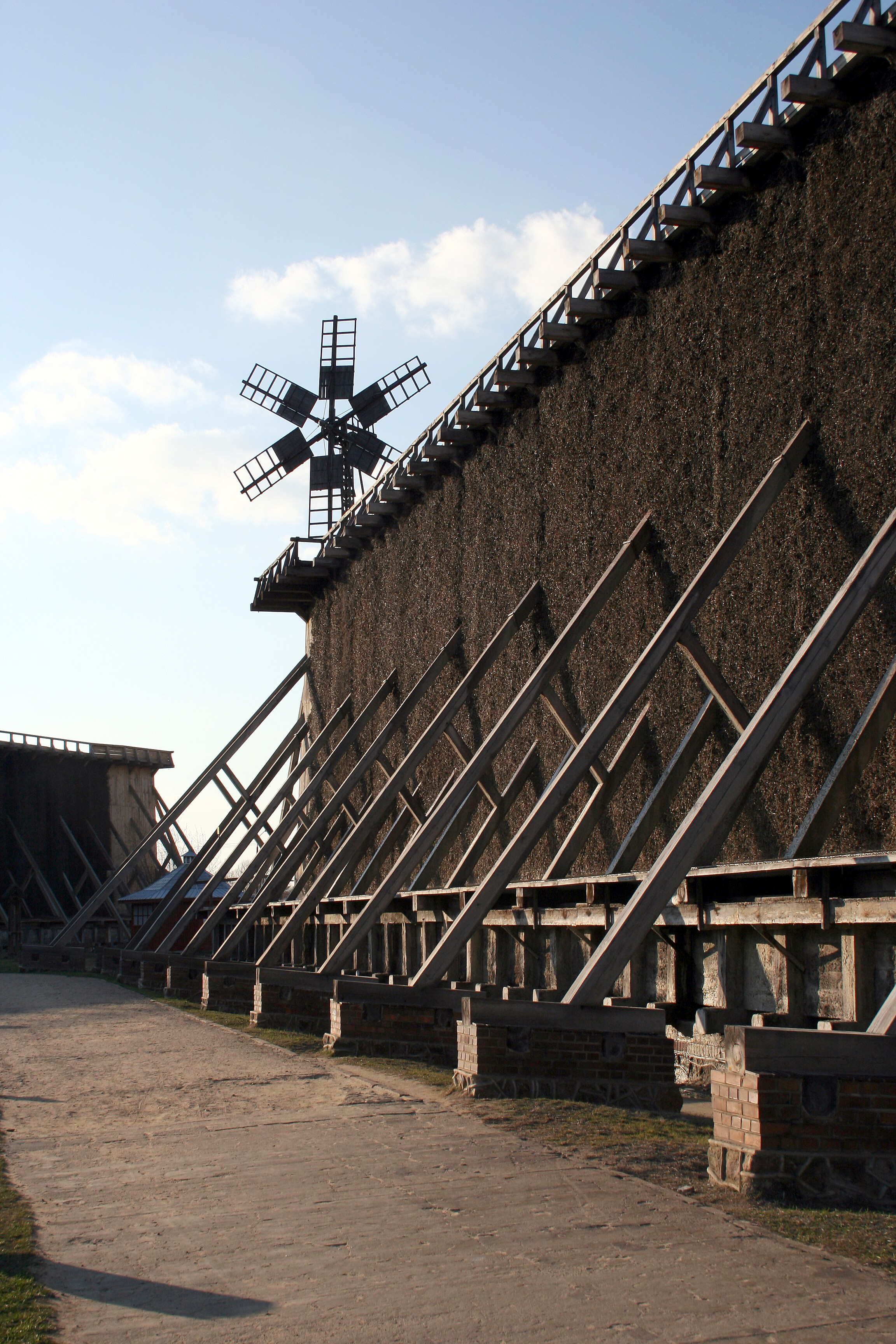
La tour de graduation no III terminée par un moulin à vent.

Les Tours de graduation de Ciechocinek sont un complexe de trois tours de graduation de la saumure, érigées au XIXe siècle à Ciechocinek, dans la voïvodie de Couïavie-Poméranie en Pologne. C'est la plus grande structure en bois de ce type en Europe. Le complexe des tours de graduation et des salines, ainsi que le parc des tours de graduation et le parc thermal, constituent un monument historique de Pologne.

## Histoire
Les tours de graduation de Ciechocinek ont été conçues par Jakub Graff, professeur de l'Académie des Mines de Kielce, sur la base des sources de saumure découvertes ici dès la seconde moitié du XVIIIe siècle. Pourtant les habitants de la région exploitaient et brassaient déjà du sel dès le XIIIe siècle grâce aux autorisations données par Conrad Ier de Mazovie.
La tour de graduation numéro I d'une longueur de 648 mètres, d'une capacité de 5 000-5 800 m3 et la tour de graduation numéro II d'une longueur de 719 mètres, d'une capacité d'environ 6 000-6 300 m3 ont été construites dans les années 1824-1828. La tour de graduation numéro III d'une longueur de 333 mètres, d'une capacité d'environ 2 900 m3 a elle été construite en 1859.
La base de la tour de graduation est constituée d'environ 7 000 piles de chêne ancrées dans le sol, sur lesquelles une structure en épicéa et en pin, remplie de prunellier, sur laquelle coule la saumure. Les tours de graduation ont une forme de fer à cheval, avec une longueur totale de 1 741,5 mètres et une hauteur de 15,8 mètres chacune. La saumure avec une concentration de 5,8 % est pompée de la source no 11 (en polonais, dite la fontaine Grzybek) à une profondeur de 414,58 m et pressée au sommet de la tour de graduation dans des rigoles spéciales. Ensuite, la saumure s'infiltre à travers les murs de la tour de graduation sur le prunellier et s'évapore sous l'influence du vent et du soleil, créant localement un microclimat riche en iode, sodium, chlore, brome, qui aurait des vertus thérapeutiques.
Les tours de graduation permettent d'augmenter progressivement la concentration en sel de saumures. La concentration la plus faible se trouve à la tour de graduation no I (9 %), la tour de graduation no III (16 %) et la plus élevée à la tour de graduation no II (30 %). De là, la saumure circule dans des pipelines jusqu'aux salines (troisième étape de la production de sel) où sont produits le sel, les boues et la "lessive de guérison".
Ces tours de graduation fonctionnent également comme un immense filtre à air. En effet, en 1996, des isotopes radioactifs de césium (Cs-134 et Cs-137) provenant de la catastrophe nucléaire de Tchernobyl (1986) ont été détectés dans les boues et le sel de la tour de graduation de Ciechocinek, mais leur concentration dans ces produits ne constituait a priori pas un danger pour la santé humaine.
En 2017, le complexe des tours de graduation et des salines, ainsi que le parc des tours de graduation et le parc thermal ont été inscrits sur la liste des monuments historiques de Pologne.
En 2019, la station thermale de Ciechocinek a obtenu 15 millions de Zlotys PLN (équivalents à 3 M€ en 2022) provenant de fonds européens pour la rénovation des tours de graduation (coût total de la réalisation : 21,6 millions de PLN). Le projet « Modernisation et extension de l'infrastructure du complexe de tours de graduation de Ciechocinek » consiste en la rénovation de la tour de graduation no 1 (remplacement du prunellier), de la tour de graduation no 3 (rénovation générale) et du bâtiment de la station de pompage de saumure, ainsi que des chemins et de la zone près de la tour de graduation et de la station de pompage. Des espaces verts seront aussi aménagés et une installation permettant d'éclairer la tour de graduation pendant la soirée sera mise en place. Les travaux sont prévus pour mars 2020 - décembre 2021.

## Galerie

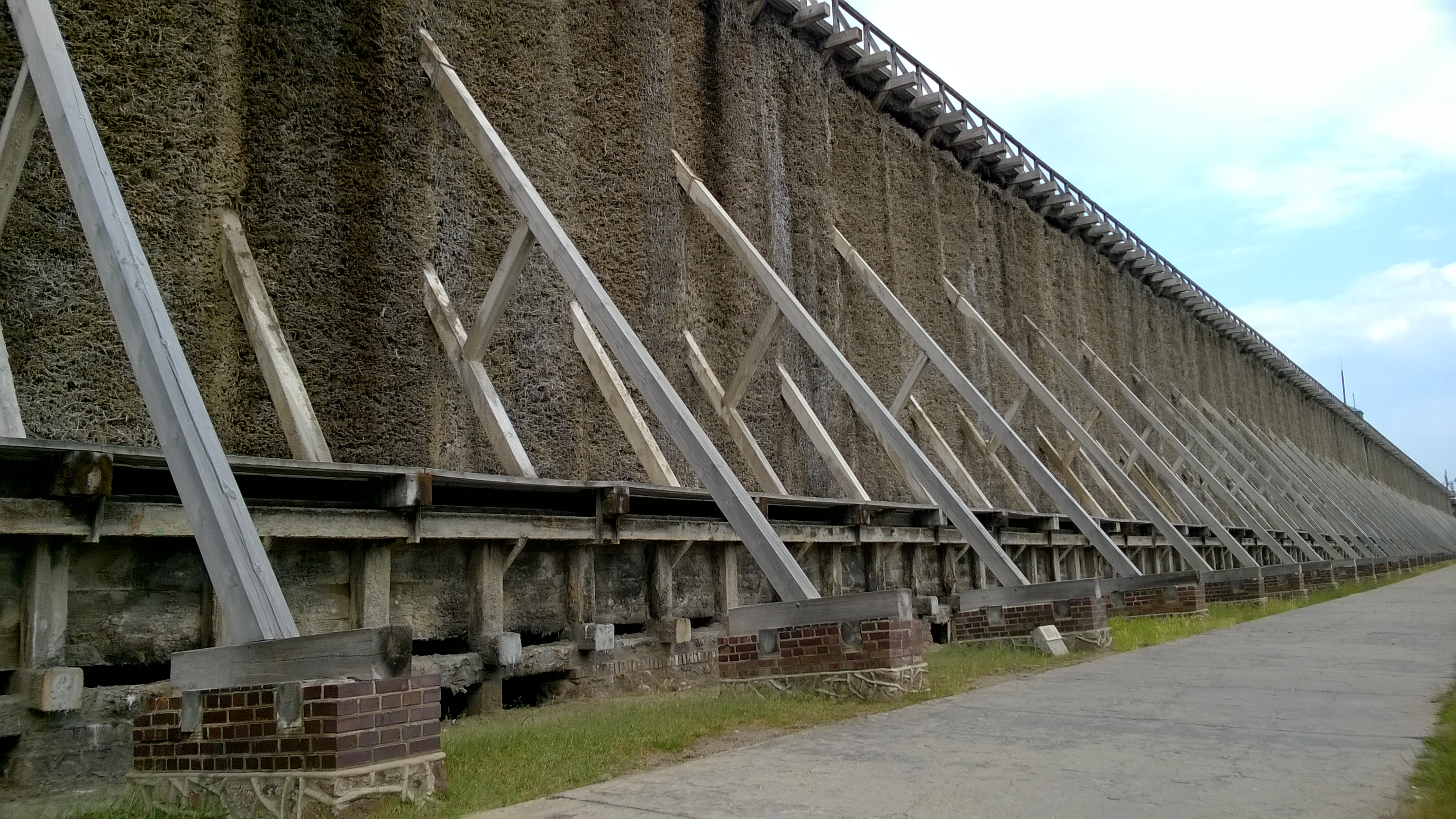
Tour de graduation no 1
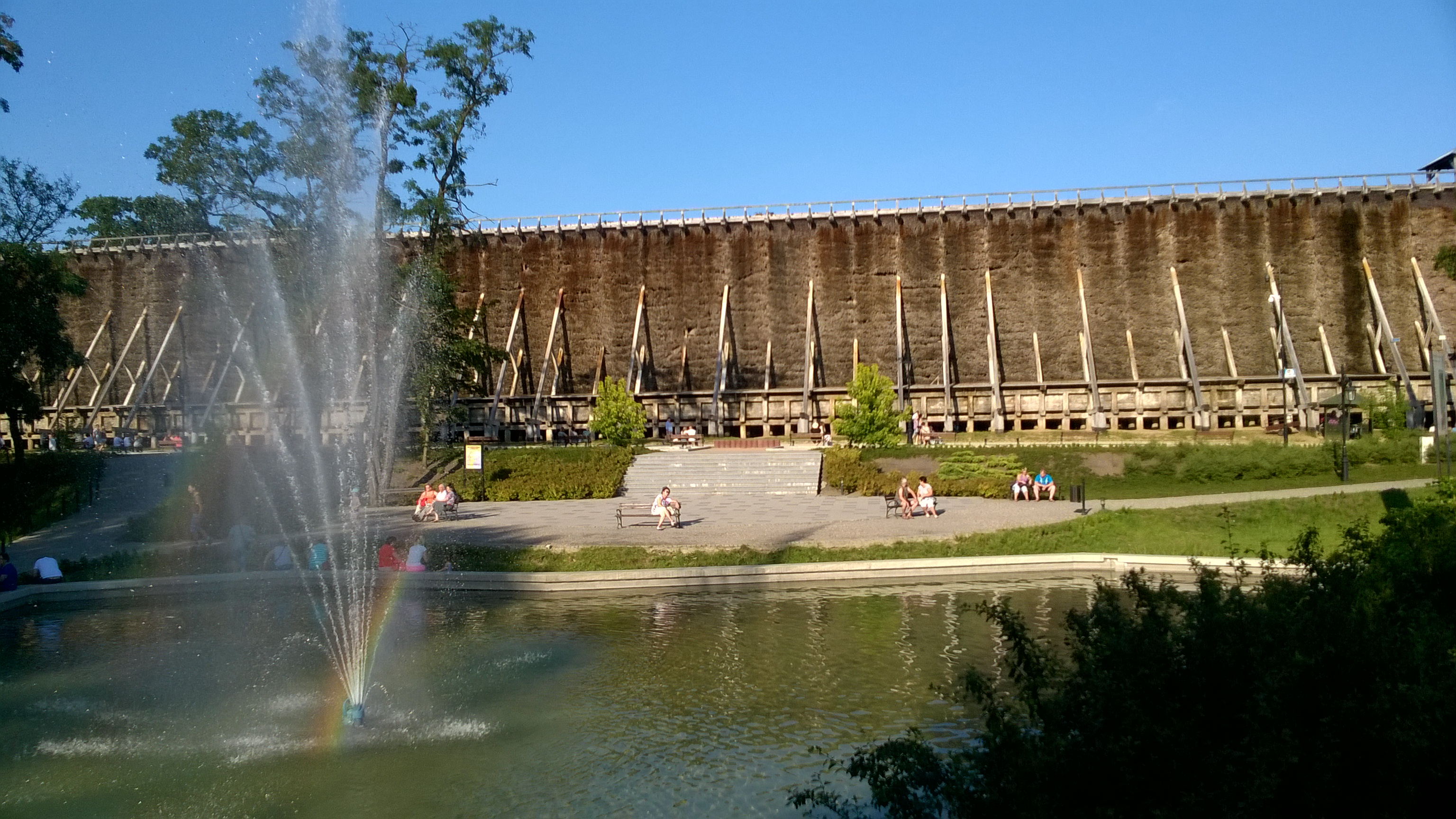
Tour de graduation no 2
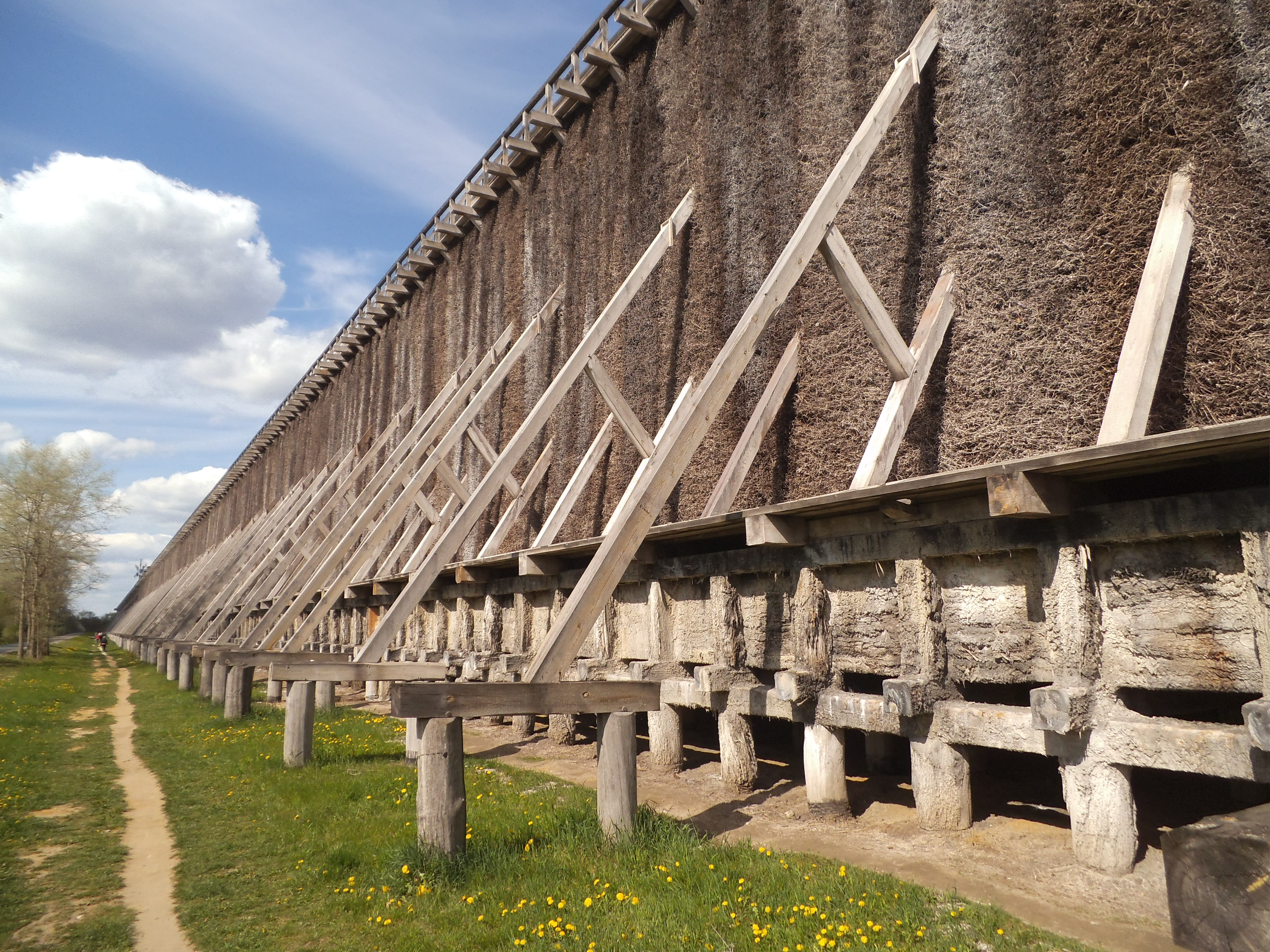
Tour de graduation no 3